# Antonio Roca
Antonio Roca Sallent (Llivia, 1813 o 1814-Barcelona, 10 de mayo de 1864) fue un grabador español del siglo XIX.

## Biografía

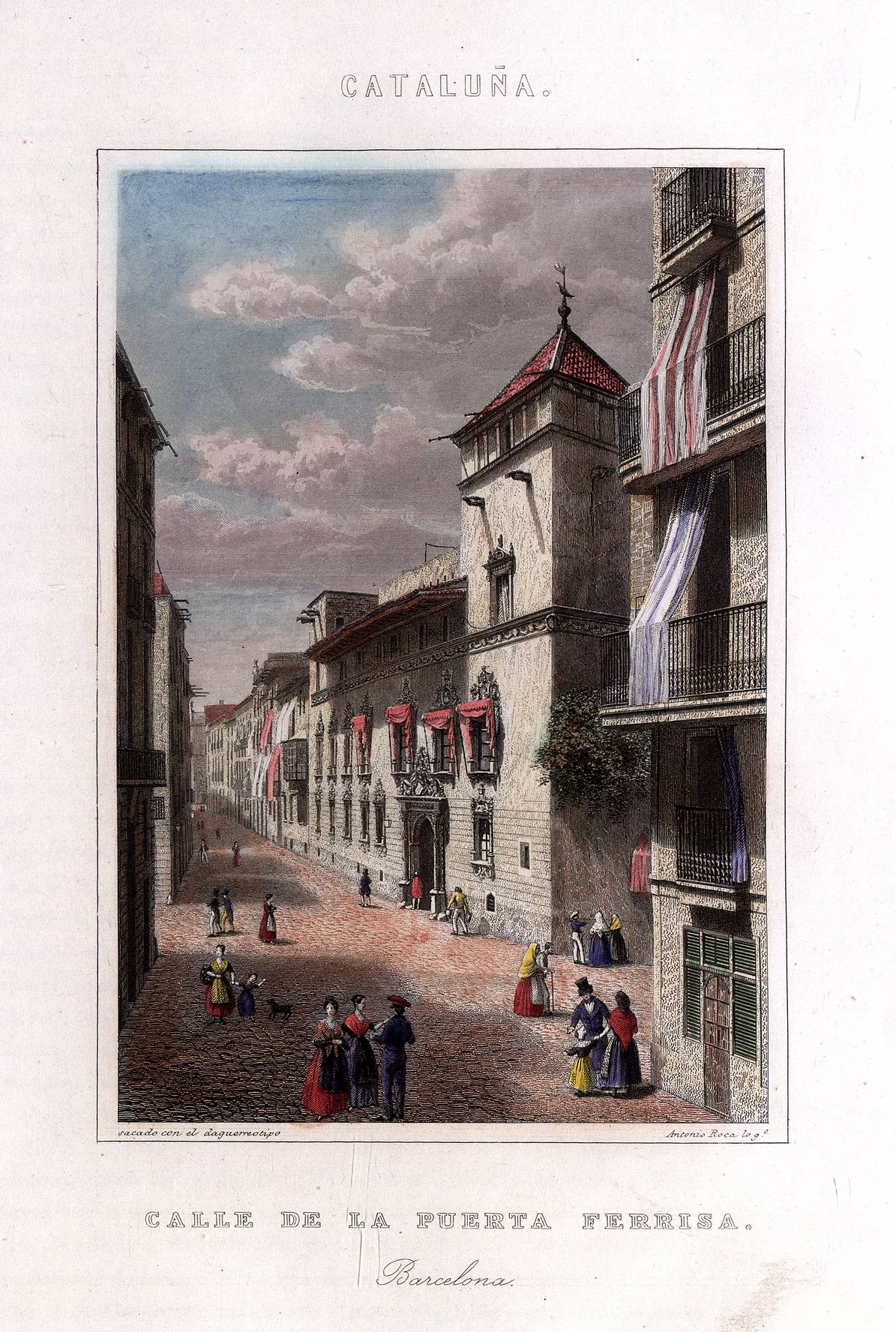
Calle de la Puerta Ferrisa (Barcelona), «sacado con el daguerreotipo. Antonio Roca lo g.°». Grabado publicado en España, obra pintoresca en láminas, ya sacadas con el daguerreotipo, ya dibujadas del natural (1842-1846).

A Roca, grabador en acero, Ossorio y Bernard le adjudica un «buen lugar en la historia del grabado español». Fue profesor de grabado en dulce de la Escuela de Bellas Artes de dicha ciudad, además de miembro de la Academia de Bellas Artes. A su muerte, que según Ossorio habría acaecido en Barcelona en mayo de 1864, se hallaba terminando una gran lámina representando el Descenso de la Santísima Virgen a Barcelona.
Fue autor de un Retrato de Doña Isabel II, que figuró en la Exposición Nacional de 1860, y de un gran número de láminas para las obras Los frailes y sus conventos, Historia universal de César Cantú, Historia de Cataluña de Víctor Balaguer, una edición de Don Quijote de 1862, la colección de viajes El Universo, una edición del Gil Blas de Santillana, Las ruinas de mi convento, El rubí del cristiano, Biografía eclesiástica y España, obra pintoresca, entre otras.